# Liliana Olivero
María Liliana Olivero (n. 20 de enero de 1956) es una política argentina; fue miembro electiva de la legislatura provincial de la provincia de Córdoba (Argentina) entre 2001 y 2013. Es psicopedagoga de niños, y tiene dos hijos.
Es miembro de la dirección nacional del partido Izquierda Socialista (Argentina).
De profesión Psicopedagoga. Desde 1975 al año 2001 fue empleada del Banco de la Provincia de Córdoba, cumpliendo funciones, como delegada de base, delegada general y miembro de la junta gremial interna.
En septiembre de 2001 fue elegida presidente del Bloque de 9 Diputados Convencionales Constituyentes.
Fue elegida como diputada provincial por primera vez en 2001, y reelecta en 2003, 2007 y en 2011, esa última vez como candidata del Frente de Izquierda y de los Trabajadores. Renunció a su cargo en diciembre de 2013 en virtud de un acuerdo establecido en su Frente, por el que le cedió su banca a Cintia Frencia, militante del Partido Obrero. Fue también candidata a gobernadora en 2007.
En 2013 se postuló como diputada por la provincia de Córdoba por el Frente de Izquierda y de los Trabajadores, con un puesto rotativo, pero no resultó elegida.
En el año 2015, se postula como Gobernadora por la Provincia de Córdoba, obteniendo el 5% de los votos, con el Frente de Izquierda de los Trabajadores.